# Kristotomus ridibundus
Kristotomus ridibundus là một loài tò vò trong họ Ichneumonidae.